# Ah min hawaa
Ah min hawaa (in arabo آه من حواء‎?) è un film del 1962 diretto da Fatin Abdel Wahab.
Conosciuto anche con i titoli internazionali Beware of Eve o Oh! God of Women, è ispirato alla Bisbetica domata di William Shakespeare.

## Distribuzione

### Critica
(Il) film è più vicino al mondo caro al regista ed è considerato uno dei migliori adattamenti della letteratura europea in tutta la storia del cinema egiziano.